# Polenta

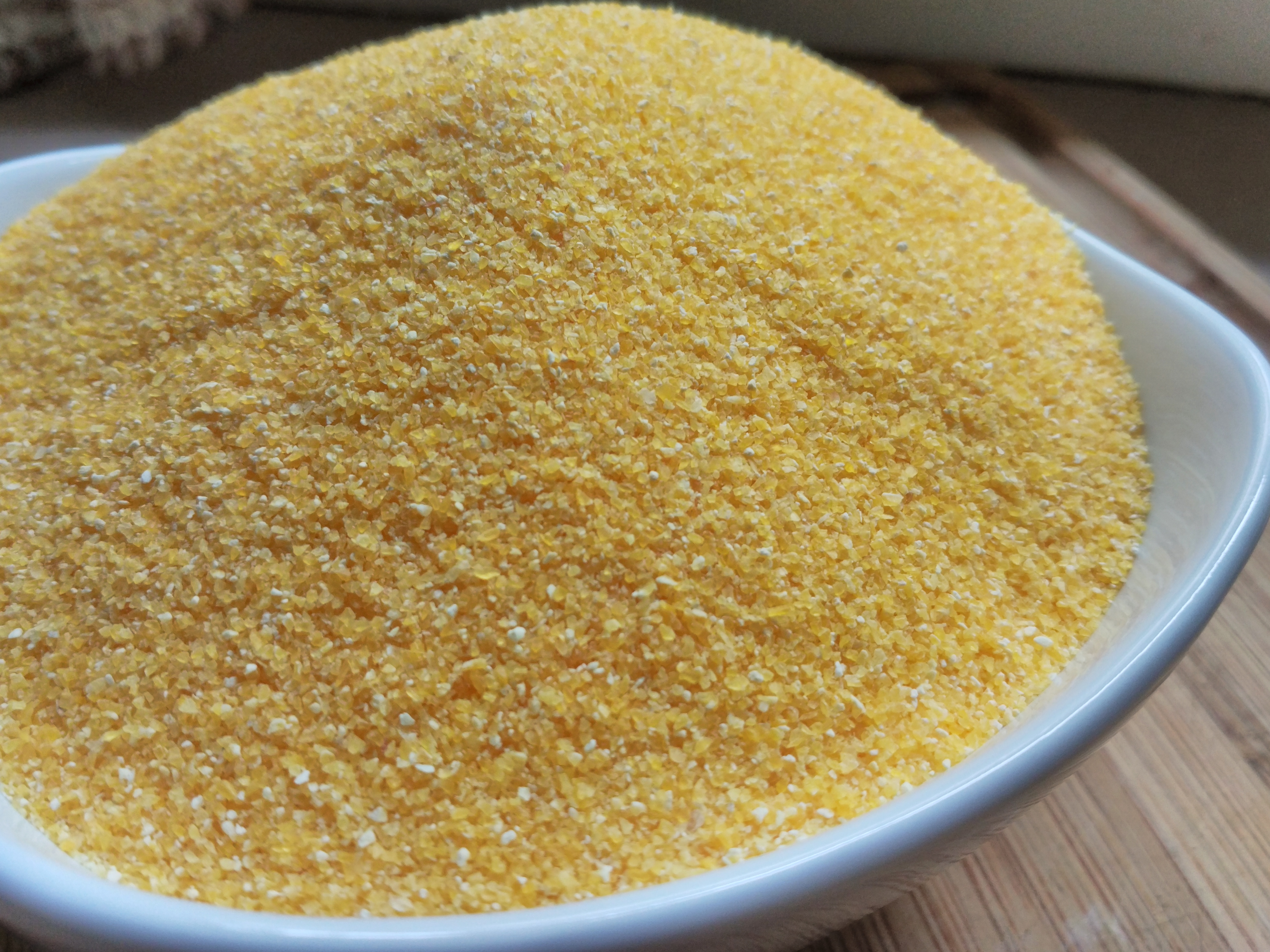
Polenta.

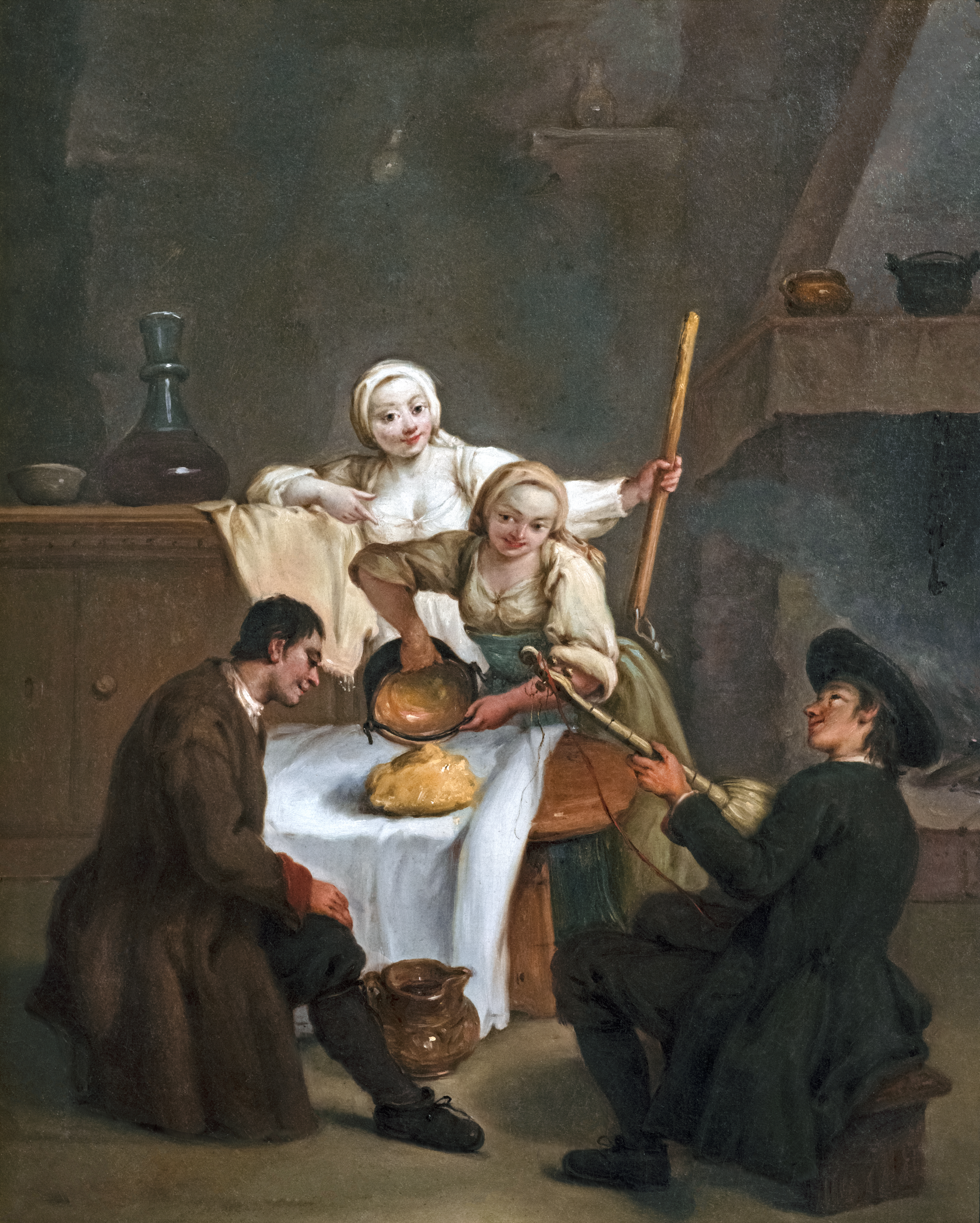
La Polenta de Pietro Longhi 1740 Venecia.

La polenta es una comida hecha con harina de maíz hervida, originaria de Italia y muy difundida sobre todo en Argentina considerandose un plato típico, pero también en Chile, Austria, Brasil, Perú, Paraguay, Bolivia, República Dominicana, Uruguay y Venezuela, en el sur de Francia (Córcega, Niza y Saboya), Suiza, Rumania, Eslovenia, la isla de Madeira (donde se le llama milho) y la península de los Balcanes (Bosnia, Croacia y Serbia). En el País Vasco se denomina morokil.

## Etimología e historia
La etimología deriva de la palabra latina puls, una especie de potaje realizado con harina de centeno o con farro, un cultivo antiguo emparentado con el trigo. 
Ya en la antigüedad era muy común su consumo: los griegos preparaban un potaje semejante a partir de la harina de cebada. En tiempos del Imperio romano se conocía este platillo con el nombre pulmentum, y luego de allí pullenta; era uno de los principales alimentos de las legiones romanas.

### Orígenes
La evolución de la polenta es aún más extensa con el tiempo y con mayores variaciones. Inicialmente se preparaba con hierbas y desde el Imperio romano se hizo más común prepararla con harina de trigo. La flor de la harina de trigo era llamada entonces pullen.
Solo después de 1492, con los viajes de Cristóbal Colón, se da a conocer en Europa un ingrediente que sería típico de la actual polenta: el maíz. Sin embargo, la difusión y aceptación del maíz entre los europeos fue bastante lenta (a excepción de España); en Italia el cultivo de maíz comenzó a generalizarse a mediados del siglo XVII y esto principalmente en la zona Nord (norte)[cita requerida], en donde el régimen de lluvias facilitaba la siembra de este cereal.

## Tipos
Actualmente se distinguen tres clases de polentas en Italia: la polenta gialla (polenta amarilla) realizada con harina de maíz amarillo; la polenta bianca (polenta blanca) hecha con harina de castaña y las polentas «oscuras» a base de alforfón. De estas tres la más difundida es la de harina de maíz.
Respecto a la polenta gialla, en el norte de Italia se conocen variedades tales como la polenta concia («curtida», con queso y mantequilla), polenta vuncia (untuosa), polenta e formaggio" (con queso gorgonzola), la polenta con hongos porcini, el missultin (saboga) con polenta que se consume a orillas del lago de Como, la polenta taragna y otras.
Del mismo, su densidad varía según la región: en el Véneto y el Friul (donde se consume con sanganè) es muy consistente, mientras que en las Marcas y los Abruzos es bastante cremosa. En el Véneto es común la polenta e osei (polenta con pajaritos).
La polenta taragna es una receta típica de la cocina valtellinesa (en la frontera de Lombardía con el cantón suizo de los Grisones). Su nombre deriva del tarai, un largo bastón usado para removerla dentro de las "pailas" de bronce. Como otras polentas de la región alpestre de Lombardía (lo mismo que la polenta vuncia), se prepara con una mezcla de "trigo sarraceno" o "trigo negro" (alforfón) que le confiere un típico color oscuro. A diferencia de lo que se hace con la polenta vuncia o uncia, en la polenta taragna el queso es añadido durante la cocción.

## Usos gastronómicos
En el Trentino meridional es común hacer la polenta con el añadido de patatas y otros ingredientes que le enriquecen el sabor. Para hacer esta "polenta di patate" es suficiente cocer en agua hirviendo algunas patatas fraccionadas en cubos o rodajas; cuando se ablandan lo suficiente se las machaca dentro de la olla o cacerola y se le añade a gusto la harina de maíz. Hacia el fin de la cocción se pueden añadir trozos de Salami, queso y cebolla sofrita, etc.
Además de la forma de simple potaje, la polenta puede servirse asada o frita u horneada constituyendo entonces una especie de pan.
Merced a la gran migración de italianos a la Argentina y Uruguay, ocurrida entre la segunda mitad del siglo XIX y la primera mitad del siglo XX, la polenta de maíz pasó a ser uno de los platos populares argentinos, uno de los principales platos constituyentes de la gastronomía argentina. En este país se consume principalmente durante los meses fríos, siendo el modo más común de su preparación aquella en la cual es acompañada por tuco y queso rallado (tipo parmigiano reggiano). Muchas familias también le agregan trozos de carne o salchichas. Se la suele preferir bastante consistente (de tal modo que muchas veces las porciones para cada comensal se puedan cortar con un "piolín" -cordel muy delgado-), polenta con queso port salut o cremoso o la simple polenta cuya salsa es manteca derretida y aliñada. Esta polenta con tal simple salsa es llamada "tigraña" quizás porque la manteca cocinada aplicada sobre la polenta produce en la preparación un moteado que recuerda a la piel de un tigre, aunque ciertamente que la etimología primera de "tigraña" deriva de la valtellinense polenta taragna.
Plato en sus orígenes muy económico y muy cundidor, se le consideró "cocina de pobres", de modo que si los italianos del norte apostrofaban con el mote de "mangia-maccheroni" (come-macarrones) a los del sur, estos les llamaban a los del norte con la palabra peyorativa "pulentuni" ("polentones", es decir, comedores de polenta). Esto ya casi ha pasado a ser una anécdota de la historia debido a que el consumo de polenta se está revalorizando.
Alimento con gran aporte calórico y muy rico en las vitaminas del complejo B, se le ha adjudicado la propiedad de ser un gran vigorizante*. Esto explica que en Argentina, Paraguay y Uruguay, metáfora mediante, se diga coloquialmente "tener polenta" al hecho de ser fuerte, y dadas las connotaciones positivas que ha obtenido la palabra "polenta" se diga de una persona que es "polenta" cuando es simpática, amigable.
Actualmente esta comida va retomando prestigio merced a elaboraciones más exquisitas (añadido de hongos, diferentes quesos, etc.).
En las costas del Mar Adriático y en el interior de Croacia y Bosnia se le llama palento o pura, en Córcega -y familiarmente en Argentina- se le dice polenta.

## Alimentos similares

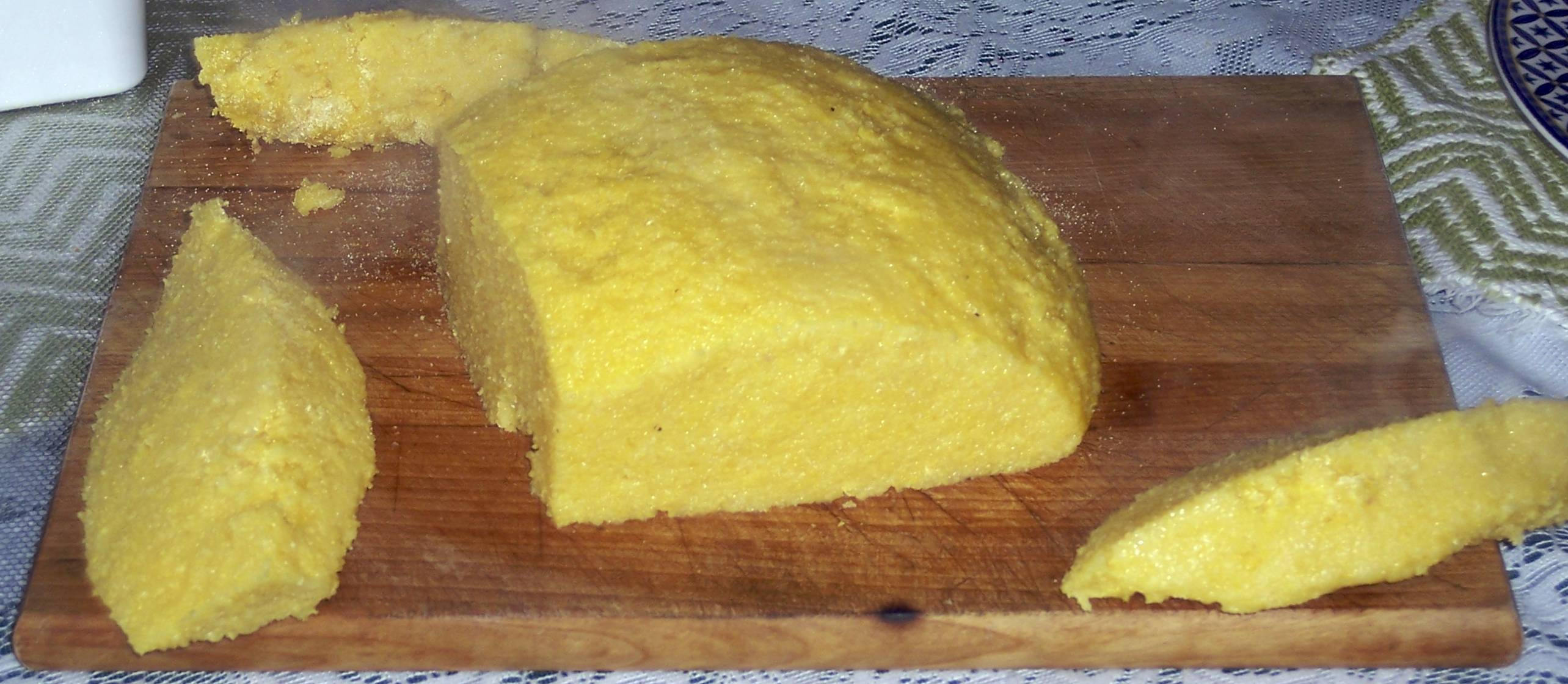
Mamaliga, plato rumano

En Rumania y Moldavia es plato nacional un preparado muy semejante a la polenta de maíz. Tal plato se denomina mămăligă y se cocina en recipientes de hierro llamados ceaun.
En Inglaterra y Norte de Europa se preparan gachas similares, como el "porridge".
En Madeira (Portugal) es un plato muy difundido. Se prepara con harina de maíz blanco y tiras de hojas de coliflor. Se sirve en platos ya solidificado. Sirve de acompañante de platos con pescados  o mariscos.
En el interior de Croacia se conoce un plato muy similar al cual se le da el nombre de žganci; en los países de habla inglesa los potajes hechos con maíz suelen ser llamados hominy. En Sudáfrica comúnmente se llama "mealie pap" a una preparación semejante. En Zambia existe la nshina, en Zimbabue la sadza. En gran parte de África los potajes con maíz son llamados "fufu". En algunas islas del Caribe se conocen preparados de origen africano como el cou-cou de Barbados o el funjie de las Islas Vírgenes. Preparaciones semejantes son bastante comunes en África Oriental y Meridional, que se conocen en suajili con el nombre de ugali.
En las áreas rurales del Cono Sur existe la fariña, harina hecha con mandioca, ya a fines del s XVIII los gauchos -especialmente los de las zonas del noreste- solían llevar cuando viajaban tal fariña y preparar con ella un sencillo potaje muy semejante a la polenta, potaje que llegaba a tener la consistencia del pan y les podía ser sucedáneo en las zonas de campo.
En Chile, además de la polenta, también se consume la chuchoca, un preparado similar a la polenta pero con un molido más grueso que le da una consistencia especial cuando está preparada.
En el País Vasco se realiza una papilla dulce hirviendo agua con harina de maíz y añadiendo leche y azúcar, denominada morokil.
En el Principado de Asturias también está muy extendido su consumo y se la conoce como "fariñes", "farrapes" o "pulientes" y puede acompañarse bien de dulces tipo leche, canela, castañas hervidas ... o bien formando un plato más contundente con chorizo frito o panceta.
En Cantabria se denominan "pulientas".
En Andalucía se la conoce por "poleás" o "poleá".
En Venezuela se prepara con harina de maíz precocida. Se prepara una masa que se "rellena" con un guiso de pollo y se lleva al horno donde se cocina la masa de maíz. Hay quienes le vierten queso criollo encima previo a la cocción.